# Kurt Ahrens Jr.
Kurt Karl-Heinrich Ahrens (Braunschweig, Slobodna država Brunswick, današnja Njemačka, 19. travnja 1940.) je bivši njemački vozač automobilističkih utrka. Nakon što je 1960. osvojio titulu viceprvaka u Njemačkoj Formuli Junior, sljedeće 1961. osvaja naslov prvaka u istom natjecanju ispred svog oca Kurta Ahrens Sr. Godine 1962. naslov prvaka je dodijeljen Ahrensu i Gerhardu Mitteru, s obzirom na to da su oba vozača osvojila isti broj bodova, da bi sljedeće 1963. Ahrens stigao do još jednog naslova u Njemačkoj Formuli Junior. U Europskoj Formuli 2 je debitirao 1968. u bolidu Brabham BT23C s Ford Cosworth FVA 1.6 L4 motor. Najbolji rezultat ostvario je na Jarami, kada je osvojio drugo mjesto iza Jean-Pierrea Beltoisea. Sezonu je završio na 7. mjestu s 13 osvojenih bodova. Sljedeće 1969. osvojio je šest bodova i 9. mjesto u konačnom poretku vozača. Bila mu je to i posljednja sezona u tom natjecanju. U Formuli 1 je nastupao od 1966. do 1969., ali samo na Velikim nagradama Njemačke. U četiri sezone, jedino je 1968. vozio bolid Formule 1. Na toj utrci u Brabham-Repcu, osvojio je 12. mjesto. U ostale tri utrke, vozio je bolid Formule 2 i nije mogao osvajati bodove, a najbolji rezultat je ostvario 1969. u Brabham-Ford Cosworthu, kada je osvojio 7. mjesto. Godine 1969. u bolidu Porsche 917 sa suvozačem Josephom Siffertom pobijedio je na utrci 1000 km Zeltwega. Godine 1970. u bolidu Porsche 908/03 sa suvozačem Vicom Elfordom pobijedio je na utrci 1000 km Nürburgringa.

## Vanjske poveznice
- Kurt Ahrens Jr. - Driver Database
- Kurt Ahrens - Stats F1
- All Results of Kurt Ahrens Jr. - Racing Sport Cars